# خوش‌خوان جامائیکایی
خوش‌خوان جامائیکایی (نام علمی: Euphonia jamaica) نام یک گونه از سرده سهره‌های خوش‌خوان است.